# One Night of Sin
One Night of Sin – dwunasty album muzyczny Brytyjskiego muzyka Joego Cockera, wydany przez Capitol w roku 1987.

## Lista utworów
1. „When the Night Comes” (Bryan Adams, Jim Vallance, Diane Warren) – 5:20
2. „I Will Live for You” (Stephen Allen Davis) – 4:11
3. „I've Got to Use My Imagination” (Gerry Goffin, Barry Goldberg) – 4:24
4. „Letting Go” (Charlie Midnight, Jimmy Scott) – 4:11
5. „Just to Keep from Drowning” (Marshall Chapman, Davis) – 4:39
6. „Unforgiven” (Tim Hardin, Ken Lauber) – 3:28 – CD bonus track
7. „Another Mind Gone” (Joe Cocker, Jeff Levine, Chris Stainton) – 4:44
8. „Fever” (Eddie Cooley, Otis Blackwell, John Davenport) – 3:37
9. „You Know We're Gonna Hurt” (Rick Boston, Nick Gilder) – 3:59
10. „Bad Bad Sign” (Dan Hartman, Midnight) – 4:09
11. „I'm Your Man” (Leonard Cohen) – 3:52
12. „One Night of Sin” (Dave Bartholomew, Pearl King, Anita Steinman) – 3:14

## Skład
- Joe Cocker – wokal
- Bryan Adams – gitara rytmiczna
- Phil Grande – gitara
- Aldo Nova – wokal w „When the Night Comes”
- Jeff Pevar – gitara prowadząca
- T.M. Stevens – gitara basowa
- Jeff Levine – pianino, organy, syntezator, instrumenty perkusyjne
- Chris Stainton – pianino, organy, syntezator, aranżacja
- Crispin Cioe – saksofon
- Mario Cruz – saksofon
- Deric Dyer – saksofon
- Frank Elmo – saksofon
- Robert Funk – saksofon altowy, trąbka
- Arno Hecht – saksofon
- Mark Pender – saksofon altowy, trąbka
- Lenny Pickett – saksofon
- Richie La Bamba – trąbka
- Hollywood Paul Litteral – trąbka
- David Beal – perkusja, instrumenty perkusyjne
- Bashiri Johnson – instrumenty perkusyjn
- Tawatha Agee – wokal wspierajacy
- Curtis King – wokal wspierajacy
- Vaneese Thomas – wokal wspierajacy

## Certyfikaty
| Region     | Certyfikat | Liczna sprzedanych albumów |
| ---------- | ---------- | -------------------------- |
| Austria    | Platyna    | 50,000                     |
| Kanada     | Złoto      | 250,000                    |
| Niemcy     | Złoto      | 50,000                     |
| Szwajcaria | Platyna    | 50,000                     |